# Barrique
Barrique (franska för tunna) är ett franskt vinmått av varierande storlek. I Marseille har det motsvarat 224 liter, i Paris 295,46 liter och i Bordeaux 228 liter.
Numera används begreppet för vinfat för lagring av vin utan specifik måttenhet, se Barrique bordelaise.